# Hanno Pevkur
Hanno Pevkur (Järva-Jaani, 2 aprile 1977) è un politico e avvocato estone, membro del Partito Riformatore Estone e ministro durante i governi Ansip II, Ansip III, Rõivas I, Rõivas II e Kallas II, Kallas III e Michal.

## Biografia
Nato a Järva-Jaani, Pevkur studiò economia e diritto all'Università di Tartu. Dopo la laurea esercitò la professione di avvocato.
Nel frattempo si dedicò alla politica aderendo al Partito Riformatore Estone. Fu collaboratore dell'amministrazione comunale della città di Tallinn e nel 2007 venne eletto deputato al Riigikogu. Nel 2009 uno scandalo coinvolse l'allora ministro degli Affari Sociali Maret Maripuu, che dovette dimettersi. Il primo ministro Andrus Ansip decise di nominare Pevkur come suo sostituto e questi venne riconfermato anche nel successivo governo Ansip. Dopo le dimissioni di Kristen Michal nel 2012, Pevkur lasciò il suo posto per passare alla carica di ministro della Giustizia.
Dopo le dimissioni del governo Ansip, Pevkur venne riconfermato come ministro nell'esecutivo del suo successore, Taavi Rõivas, che gli ha affidato il portafoglio dell'Interno in entrambi i governi da lui presieduti.
Nel 2022, in seguito alla formazione del Governo Kallas II, viene nominato Ministro della Difesa, venendo riconfermato successivamente anche nel Governo Kallas III e nel Governo Michal.